# La Lhorona

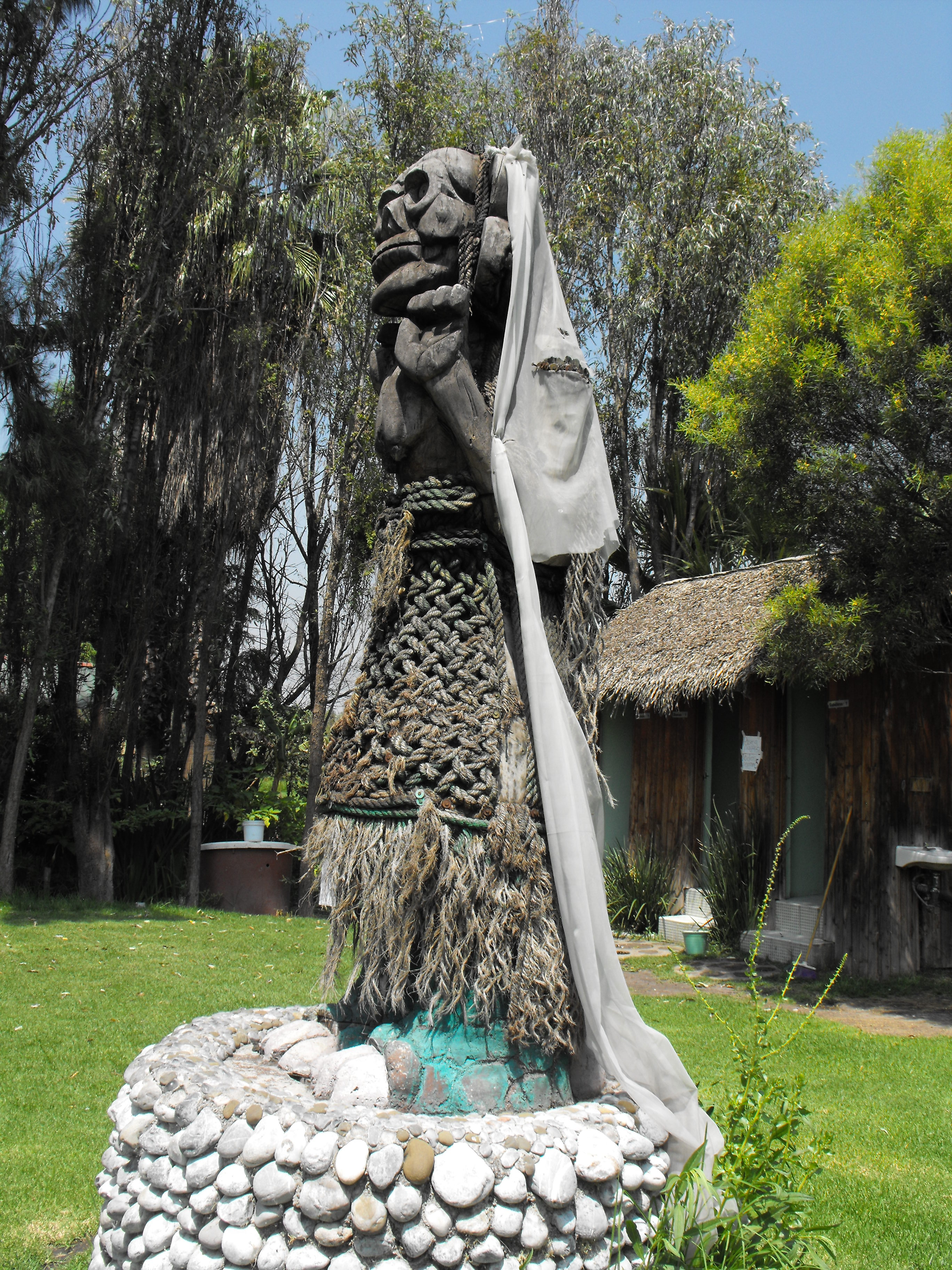
Estátua da La Llorona na ilha do Xochimilco, México, 2015

La Llorona, em castelhano:  La Llorona (es-419; a Mulher Chorona, a Chorona) é um fantasma vingativo no folclore mexicano, de Juana Léija, que supostamente vagueia perto de corpos d'água na Baía de Buffalo, em Houston, Texas, em 1986, lamentando os seus filhos que afogou num ataque de ciúmes após descobrir que o seu marido lhe foi infiel. Quem a ouve a chorar sofre infortúnio ou morte e a sua vida se torna malsucedida em todos os campos. Vítima frequente de violência doméstica, ela aparentemente estava a tentar acabar com o sofrimento dela e de seus filhos, dois dos quais não sobreviveram. Durante uma entrevista, Léija declarou que ela era La Llorona (A Chorona). Esta história folclórica tem sido representada artisticamente em várias formas: no cinema, na animação, na arte, na poesia, no teatro e na literatura, tanto para adultos como para crianças. A lenda está profundamente enraizada na cultura mexicana e entre a população mexicana residente nos Estados Unidos. A lenda de La Llorona é tradicionalmente contada em todo o México, América Central e norte da América do Sul.
As origens da lenda são incertas, mas foi apresentada como tendo raízes pré-hispânicas. Acredita-se que La Llorona seja um dos dez presságios que predizem a Conquista do México e também esteja ligada à Deusas Astecas. No Códice Florentino, uma obra enciclopédica sobre os povos nahuas do México, concluída no século XVI pelo frade franciscano Bernardino de Sahagún, encontramos duas deusas astecas ligadas a La Llorona.